# Bacalhau (gastronomia)

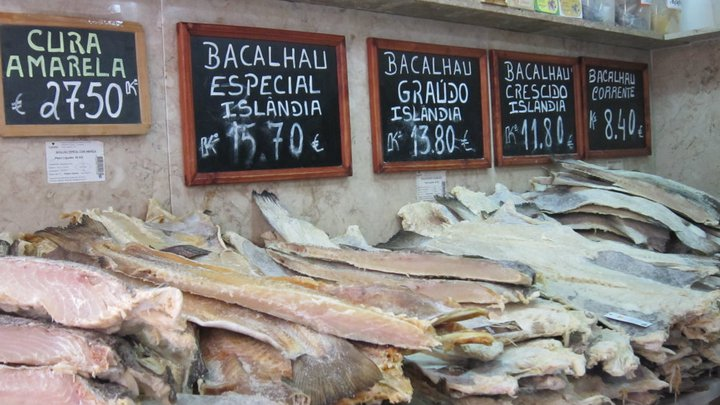
Venda de bacalhau em Lisboa

O bacalhau é um prato baseado no peixe de mesmo nome (bacalhau) que faz parte da gastronomia portuguesa pelo menos desde o século XIV. Foi herdado pela culinária brasileira mesmo antes da vinda da família real portuguesa ao Brasil..

## Salga e Cura tradicional do Bacalhau
A tradição é o consumo do bacalhau do atlântico (gadus morhua) e do pacífico (gadus macrocephalus) seco e salgado. A terceira opção de bacalhau considerado "verdadeiro" seria o bacalhau-da-Groênlandia (gadus ogac), que também foi historicamente pescado pelos portugueses. Dessas três espécies, o gadus morhua é o mais consumido em Portugal.
O bacalhau teria sido descoberto pelos vikings, dado ser um peixe muito abundante nos mares por eles navegados. No entanto, após a sua captura limitavam-se a secá-lo ao ar livre até endurecer, fazendo com que perdesse cerca de 1/5 do seu peso, sem qualquer recurso ao sal. Porém, a origem da comercialização do bacalhau deu-se pelo povo basco. Foi este povo que começou a promover a sua salga antes da seca, de forma a aumentar a sua durabilidade.
O método de preparação do peixe, desidratação e salga, foram incorporados à culinária portuguesa durante a época dos Descobrimentos no século XV, diante da necessidade de se encontrar produtos que aguentassem longas travessias marítimas. Esse método estabeleceu-se como tradição nacional. Desta feita, vigora no país um regramento sobre o procedimento típico de preparo do bacalhau, o que o torna uma Especialidade Tradicional Garantida (ETG) na Europa. Essa metodologia resultou em pedido formal de regulamento (Regulamento No. 509/2006), de acordo com as diretrizes do Conselho relativo aos regimes de qualidade dos produtos agrícolas e dos géneros alimentícios do Parlamento Europeu, a fim de que seja explicitada a forma de preparo oficial do Bacalhau de Cura Tradicional Portuguesa. A partir dessa base são formuladas, portanto, as diversas receitas do bacalhau clássico.
Do mesmo modo, no caso específico da indústria do bacalhau em Portugal, especificações como a determinação do teor de sal, expresso em cloreto de sódio, do teor de humidade, definição de temperaturas máximas para armazenagem e exposição para venda do bacalhau salgado, verde, semi-seco ou seco, e das espécies afins salgadas, verdes, semi-secas e secas, estão consagradas legalmente no Decreto-Lei n.° 25/2005, de 28 de janeiro.  
Historicamente, a cidade do Porto foi a primeira a receber e preparar o bacalhau que os pescadores portugueses buscavam nas águas geladas da Terra Nova, Islândia e Groenlândia. Por tradição cultural, no Brasil o nome "Porto" passou a identificar o bacalhau de melhor qualidade. Era o bacalhau que vinha da Cidade do Porto e que passou a ser identificado como Bacalhau do Porto nesse país.

## Espécies de Pratos servidos em Portugal, Brasil e países de língua portuguesa

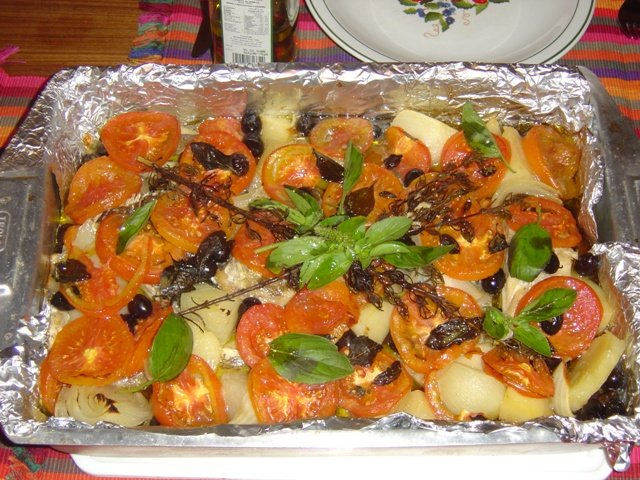
Típica bacalhoada

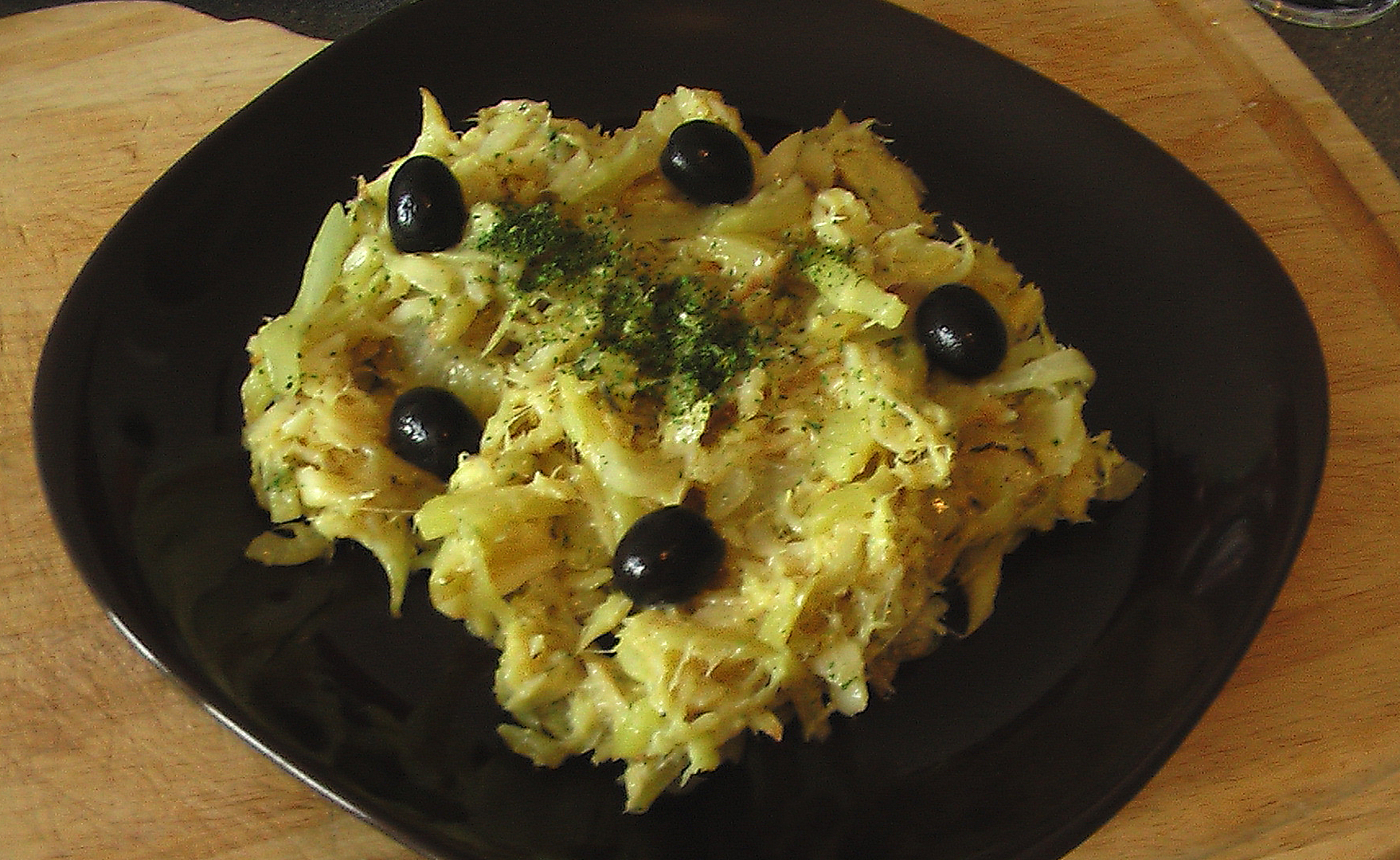
Bacalhau à Brás servido em Portugal

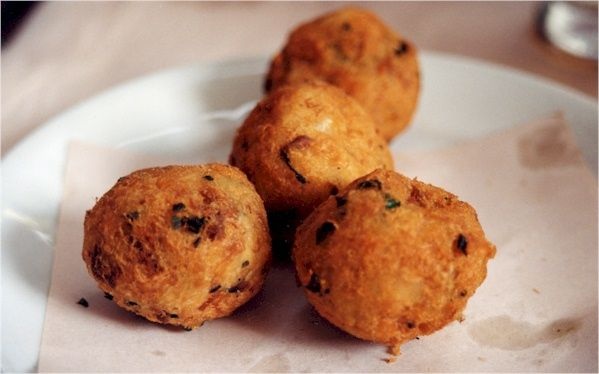
Bolinhos de bacalhau servidos no Brasil

Nos seguintes pratos o bacalhau é consumido como ingrediente principal ou secundário:
- Bacalhau à Gomes de Sá
- Bacalhau à Brás
- Bacalhau à Zé do Pipo
- Bacalhau assado com batatas a murro
- Bacalhau à Narcisa
- Bacalhau albardado
- Bacalhau com natas
- Bolinho de bacalhau ou Pastel de Bacalhau

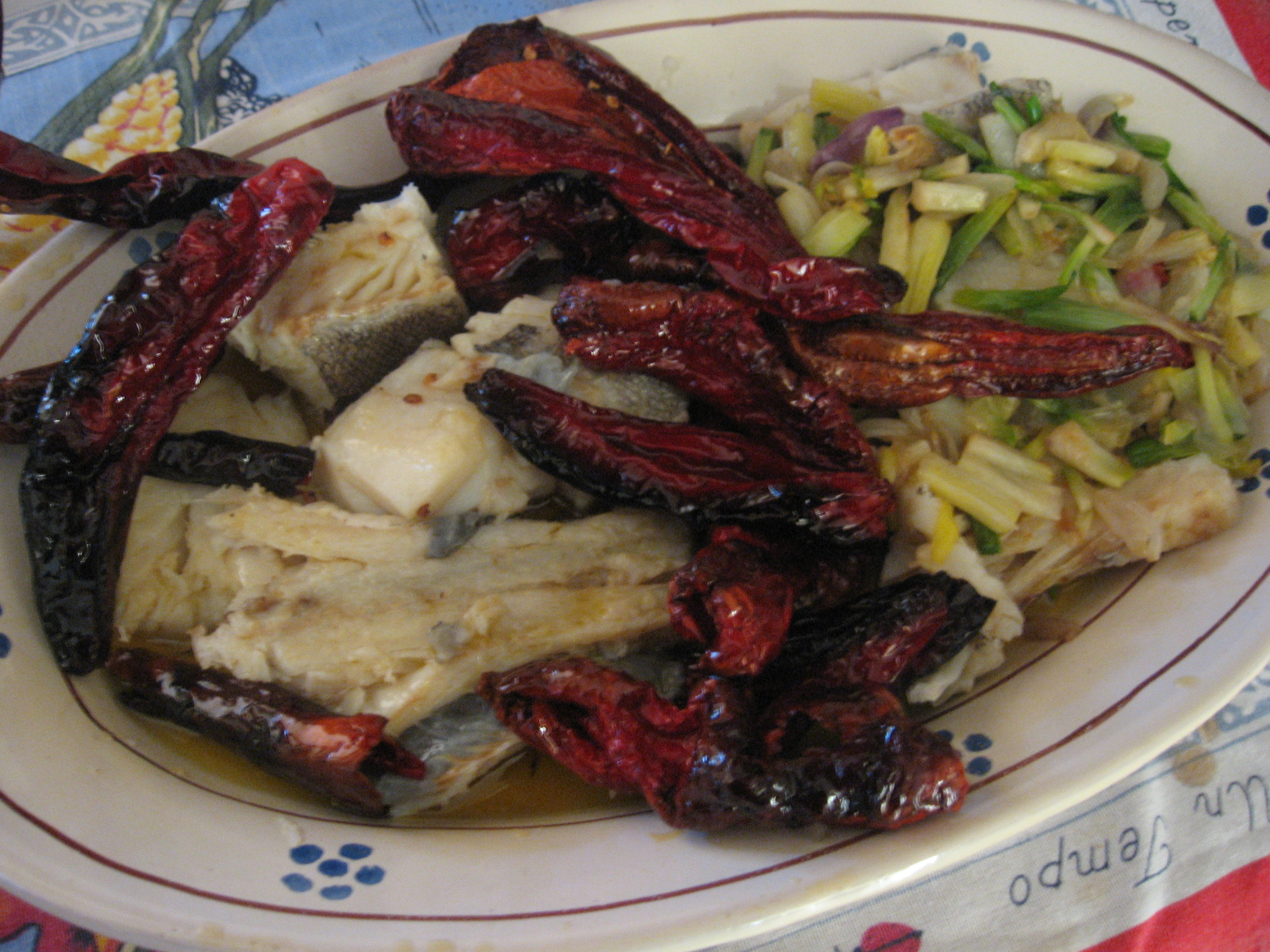
Baccalà alla lucana com pimentões crocantes da Itália

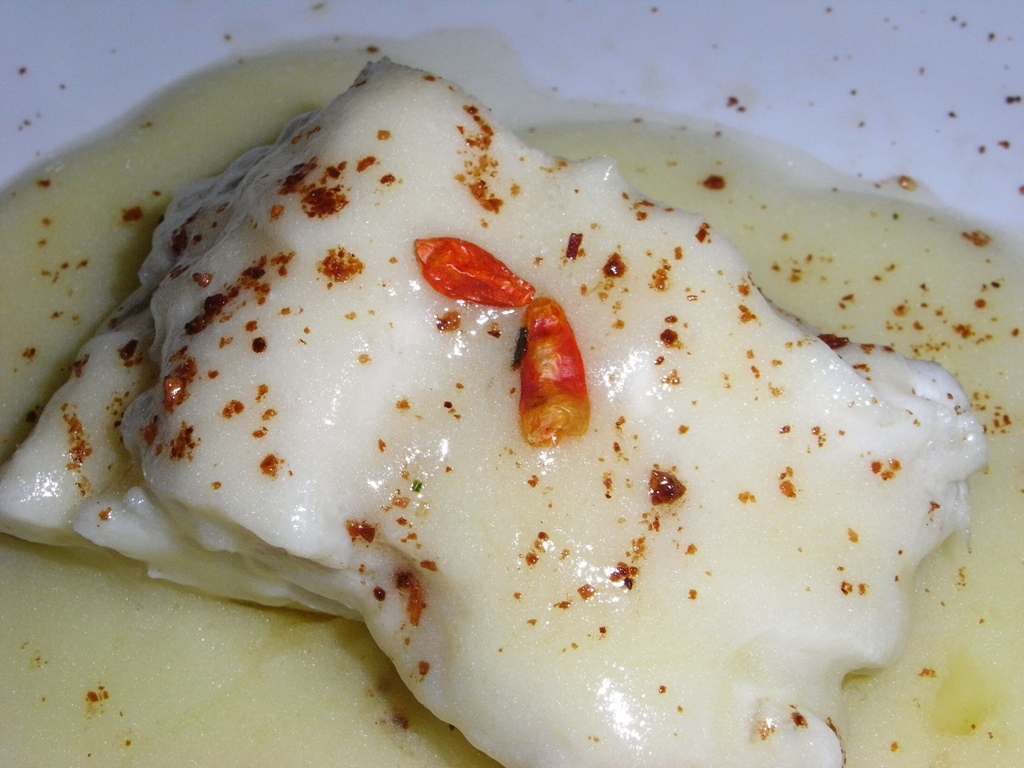
Bacalhau al pil pil da Espanha

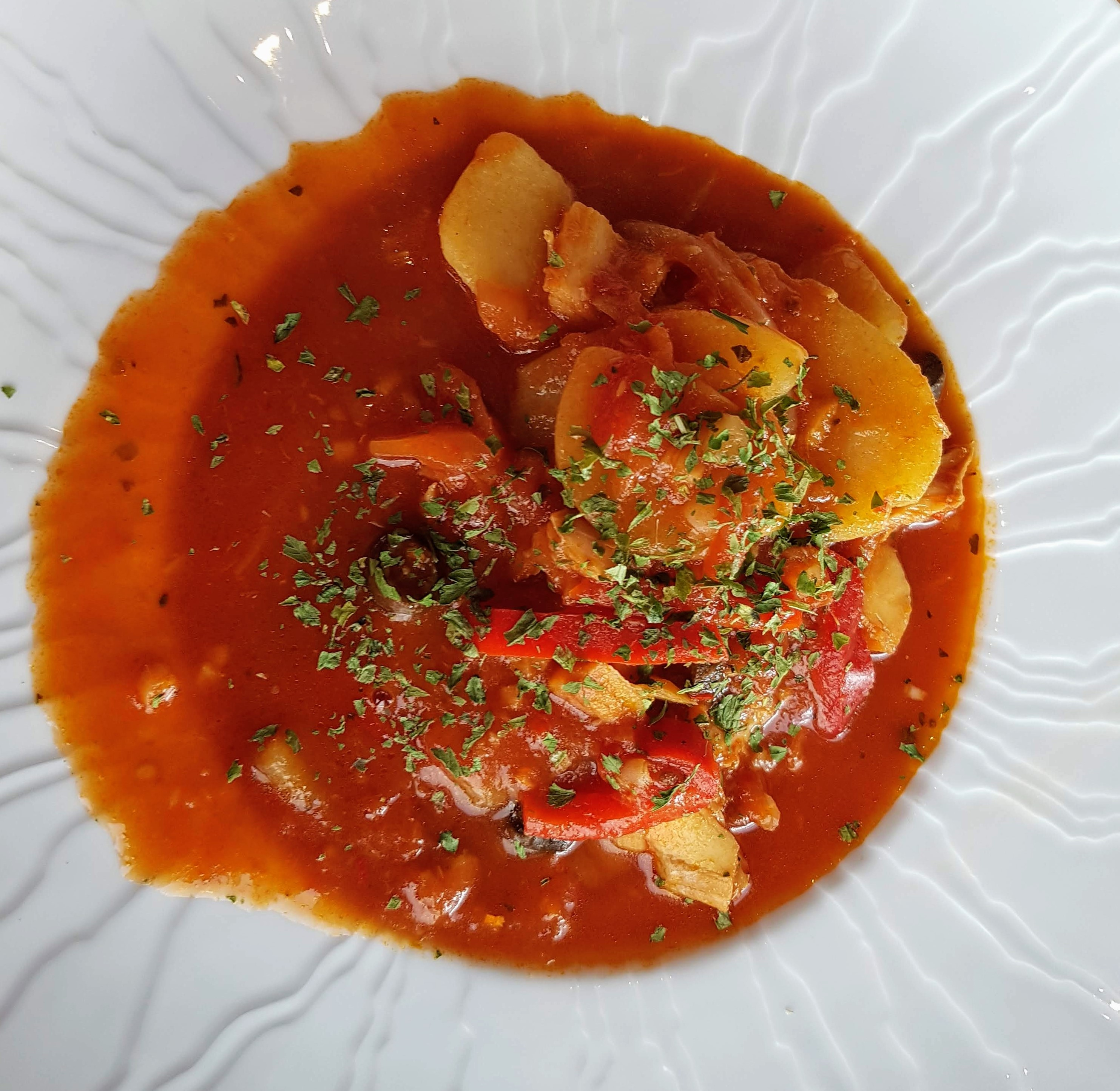
Bacalhau servido em restaurante em Tromsø na Noruega

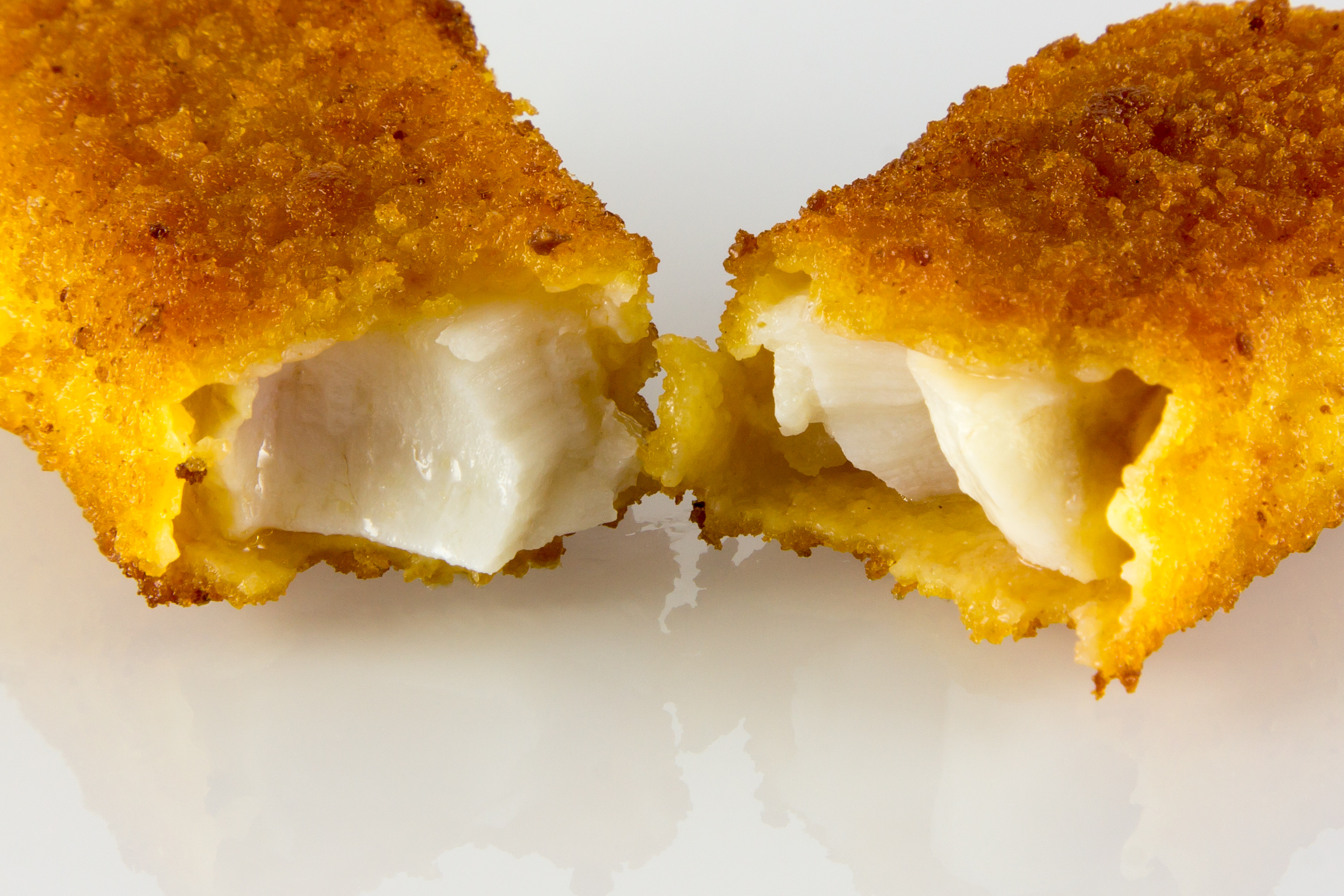
Palitos de peixe inglês (Fish fingers)

- Bacalhau espiritual
- Fritada de bacalhau
- Bacalhau à minhota
- Bacalhau à lagareiro
- Pataniscas de bacalhau
- Sopa de bacalhau dos campinos
- Chetnim de bacalhau
- Bacalhau Frito
- Tiborna (bacalhau)
- Meia-desfeita
- Empadão
- Pastel (culinária)
- Açorda à alentejana

## Espécies de Pratos em outros países
Nestes pratos o bacalhau pode ser consumido como ingrediente principal ou secundário:
- Lutefisk, Noruega e países escandinavos
- Bacalhau al pil pil, Espanha
- Bacalhau à biscainha, Espanha e México
- Empanada gallega, Galiza
- Arroz de bacalhau, Catalunha
- Baccalà alla vicentina, Itália
- Baccalà alla lucana ou Baccalà avigliano, Itália
- Taramosalata, Grécia
- Fanesca, Equador

## Outras ultilizações gastronômicas
- Fígado de bacalhau enlatado, Rússia